# Wonder Garden
『Wonder Garden』（ワンダー ガーデン）は、FM COCOLOで2021年4月5日から放送されているラジオ番組。

## 概要
2021年4月期改編で始まった番組。心を潤す音楽と共に、季節感あふれる話題や多様なカルチャー情報を紹介する。
番組開始から2025年3月31日まで月曜日から木曜日の帯番組として放送されてきたが、2025年4月改編期で同年4月5日より日曜日の週1回放送となった。

## 放送時間
- 日曜日 7:00 - 11:00（2025年4月5日 - ）

### 過去の放送時間
- 月 - 木曜日 14:00 - 17:00（2021年4月5日 - 2025年3月31日）
  - 2022年3月9日、番組放送中の13:50頃にFM802（FM COCOLOと1局2波体制）と共に放送が一時中断された[5]。その後15:00に合わせradiko側が優先的に復帰し[6]、池田なみ子が機械トラブルによる送信不具合であった事を報告、その後追ってFM波も15:15頃に復旧した[7]。

## DJ
- 池田なみ子（2021年4月5日 - ）

## 出演
- コシノジュンコ（2025年4月5日 - ）

「コシノジュンコ 大阪キャットウォーク」に出演。

## 主なコーナー
コシノジュンコ 大阪キャットウォーク
8時台
コシノとのトークコーナー。
花キューピット Flowers in style
10時台
花キューピット大阪提供。Instagramにてハッシュタグ「#765花」を付与して花の写真を投稿したリスナーの中から毎月抽選で2名にブーケがプレゼントされる。

### 過去のコーナー
Somethin' Good
月 - 木曜 14時台
毎日日替わりで話題を紹介する。
4時カツ！
月 - 木曜 16時台
リスナーの気持ちが上がる「カツ！」な2曲のリクエストを、メッセージで「4時カツ希望」と記載した上で募集する。
カコイチ
月曜 15時台
過去に1位になった楽曲を流す。
THE LEGEND
火曜 15時台
レジェンドミュージシャンの功績をピックアップする。
THE WAY
水曜 15時台
情報通から飛び込んでくる様々なトピックを紹介する。
MUSIC Exhibition
木曜 15時台
2組のスペシャルな対バンからライブ音源を流す。